# Рука
У људској анатомији, рука представља горњи уд тела, који обухвата делове између раменских и лакатних зглобова и изван до прстију. Може бити подељена на надлактицу brachium, полактицу antebrachium и шаку manus. Анатомски надгрудни појас са костима и одговарајућим мишићима је по дефиницији део руке. Латински израз brachium може да се односи на руку у целини или на надлактицу као анатомски део.

## Дефиниција руке
Код других животиња, термин рука такође може да се користи да означи аналогне структуре (као што су парни предњи екстремитети четвороножних животиња или руке цефалопода).
Код примата, рука је адаптирана за прецизно позиционирање шаке и да тако помаже у манипулативним задацима шаке. Сфероидални зглоб рамена дозвољава широко-кружно, равно померање руку, док структура двеју подлактичних костију које могу да се обрћу око своје осе, дозвољавају додатни опсег покрета у том нивоу.

## Скелет
Хумерус је кост руке. Зглобљена је са лопатицом изнад рамена код гленохумералног зглоба и са лакатном кости и жбицом испод лакта. Лакатни зглоб је гинглимусни зглоб између дисталног краја хумеруса и проксималног краја жбице и лакатне кости. Рамена кост (хумерус) не може бити лако сломљен. Његова јачина му омогућава да издржи оптерећење до 136 килограма.

## Додатне слике
- Пресек средине надлактице
- Људска рука (са мањим ожиљком)